# Општина Пиетрошица (Дамбовица)
Пиетрошица (рум. Pietroşiţa) општина је у Румунији у округу Дамбовица.
Oпштина се налази на надморској висини од 643 m.